# Estação Semionovskaia
Semionovskaia (em russo:  Семёновская) é uma das estações da linha Arbatsko-Pokrovskaia (Linha 3) do Metro de Moscovo, na Rússia. Estação «Semionovskaia» está localizada entre as estações «Electrosavodskaia» e «Partisanskaia».